# توزیع نیم‌دایره
توزیع نیم‌دایره در نظریهٔ احتمالات و آمار یک توزیع پیوسته است. تابع چگالی احتمالآن به صورت زیر است:
{\displaystyle f(x|r)={2{\sqrt {r^{2}-x^{2}}} \over \pi r^{2}},\quad {\text{for }}x\in [-r,r].}